# Десантні кораблі на повітряній подушці класу LCAC
Десантні кораблі на повітряній подушці класу LCAC (англ. LCAC (ang. Landing Craft, Air Cushion)) використовуються для транспортування техніки, морської піхоти з універсальних десантних кораблів на берег, виконання гуманітарних операцій.

## Історія

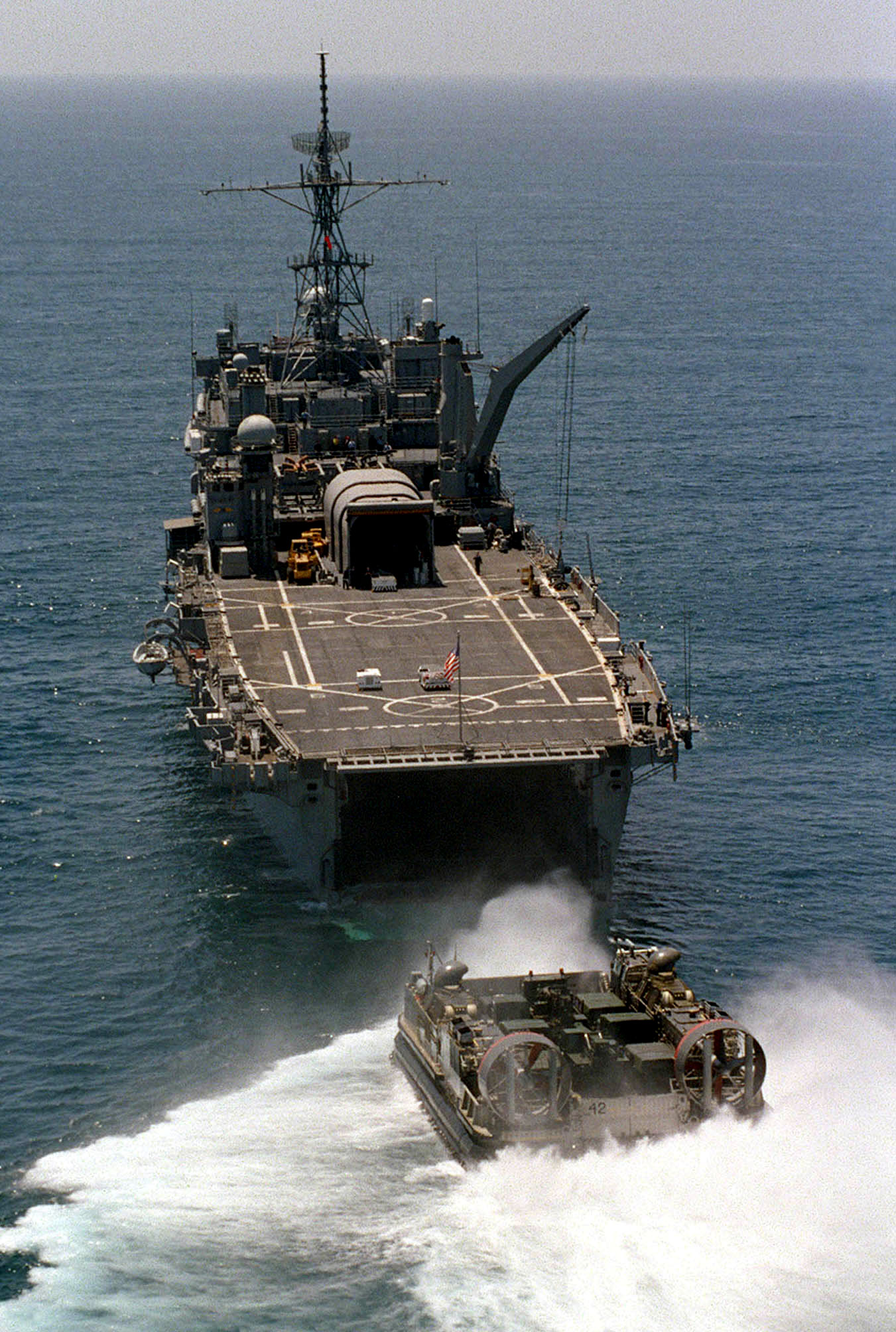
LCAC прямує до аппарелі USS Denver (LPD-9)

Кораблі LCAC розробляли з 1980, прийняли на озброєння 1989 та доволі широко застосовувалися під час війни в Перській затоці, 1993 біля узбережжя Сомалі. LCAC здатні пересуватись зі швидкістю до 93 км/год по воді, перетятій місцевості, перевозячи транспортні засоби, устаткування, вантажі. Вони можуть висаджуватись на 80% узбереж морів, пересуватись по кризі, мокрому піску без загрози забуксувати, долати перешкоди висотою до 1,3 м.
Їх використали у Шрі-Ланці для перевезення гуманітарної допомоги після цунамі у Тихому океані 2004, на пляжі у Білоксі після урагану Катріна (2005).
В Армії США знаходиться 91 LCAC, з яких 74 у дієвих підрозділах, решта на зберіганні, резерві. Вони можуть перевозити вантажі з кораблів на віддалі 80 км від берега. На Універсальних десантних кораблях може розміщуватись 2, 3, 4 LCAC в залежності від їхньої модифікації (LHD, LPD, LSD).
Останні модифікації LCAC мають економнісніші і потужніші мотори, легші матеріали кузова, що дозволяє збільшити навантаження, швидкість. Подальшим розвитком LCAC був Heavy Lift Landing Craft Air Cushion (HLCAC) вантажопідйомністю 144 т і на 33% збільшеною вантажною платформою, що дозволяло перевозити два танки M1 Abrams чи 10 БТР.

## Технічні дані

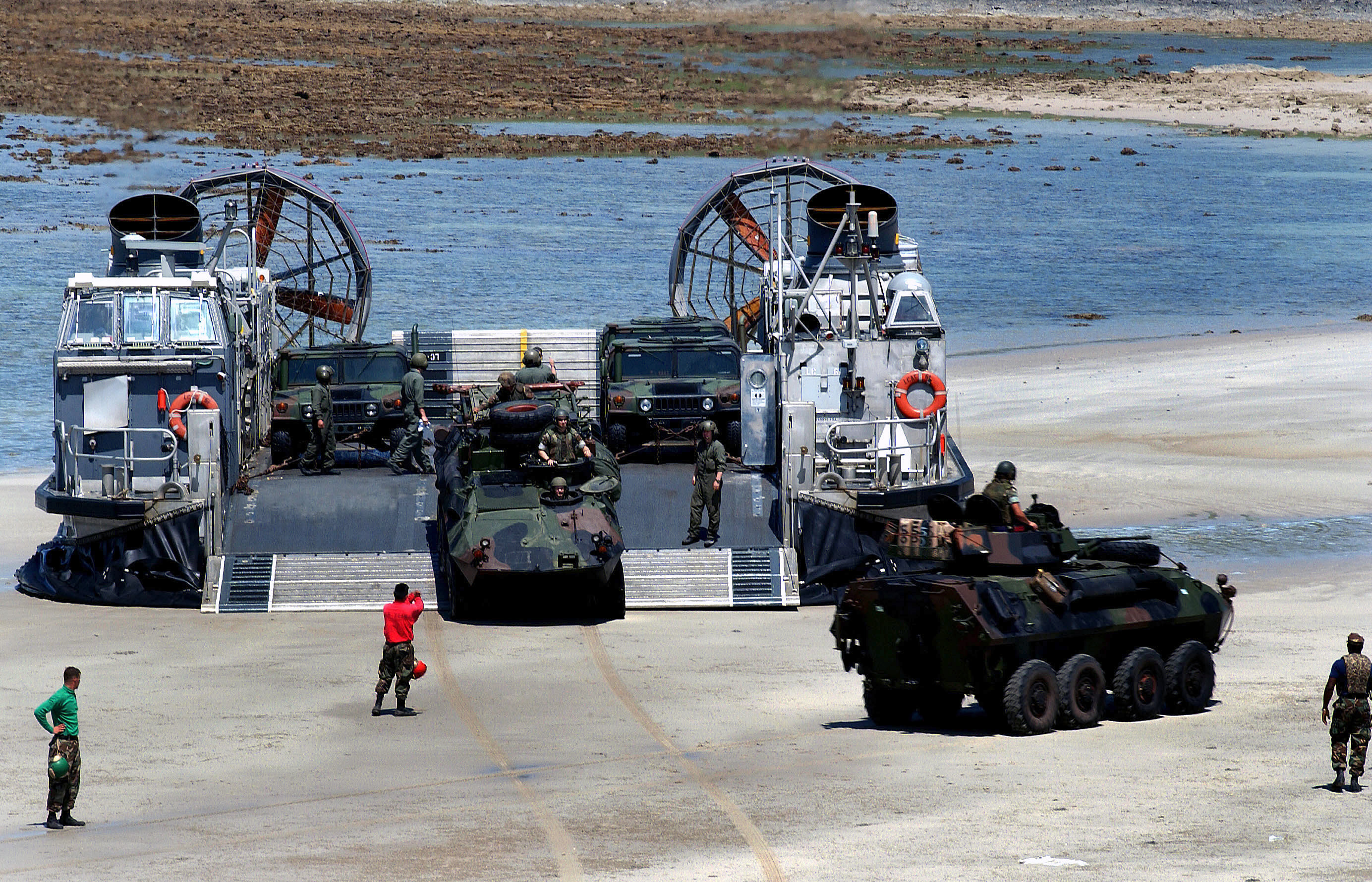
Висадка техніки з LCAC

- Швидкість - 40 вузлів з вантажем, 70 вузлів без вантажу
- Витрата пального - 3800 л/год
- Вантаж 60-75 т
- Автомашини
- 12×HMMWV
- 4×LAV-25
- 2×Assault Amphibious Vehicle
- 1×M1 Abrams
- 4×M939
- 2×M923 + 2×M198 + 2×HMMWVs